# Stade Mimoun Al Arsi
Het Stade Mimoun Al Arsi is een voetbalstadion in Al Hoceima, Marokko. De vaste bespeler is Chabab Rif Al Hoceima.
Het stadion biedt plaats aan 12.500 toeschouwers.